# 唐詩排行榜
《唐詩排行榜》是中華書局出版的唐詩研究書籍。作者嘗試以各類指標作定量研究的方法，爲唐詩排名，這在學界沒有先例。該書收錄了排行榜的前100名，並在每篇唐詩後附上「指標解析」和對詩歌的簡單賞析。

## 計算方法
{\displaystyle Z}代表每首詩的綜合得分。{\displaystyle X}代表歷代選本指標，{\displaystyle P}代表歷代點評指標，{\displaystyle L}代表20世紀研究論文指標，{\displaystyle W}代表文學史指標。（以上4項指標均爲除以各項最大值後的相對值。）
{\displaystyle Z_{i}=X_{i}\times 50\%+P_{i}\times 30\%+L_{i}\times 10\%+W_{i}\times 10\%}

## 排行榜前10名
| 排名 | 詩名                         | 作者   | 綜合得分 |
| ---- | ---------------------------- | ------ | -------- |
| 1    | 黃鶴樓                       | 崔顥   | 0.8153   |
| 2    | 送元二使安西                 | 王維   | 0.6256   |
| 3    | 涼州詞（黃河遠上）           | 王之渙 | 0.5924   |
| 4    | 登鸛雀樓                     | 王之渙 | 0.5802   |
| 5    | 登岳陽樓                     | 杜甫   | 0.5778   |
| 6    | 登柳州城樓寄漳汀封連四州刺史 | 柳宗元 | 0.5774   |
| 7    | 臨洞庭湖贈張丞相             | 孟浩然 | 0.5748   |
| 8    | 題破山寺後禪院               | 常建   | 0.5678   |
| 9    | 送杜少府之任蜀川             | 王勃   | 0.5658   |
| 10   | 蜀道難                       | 李白   | 0.5635   |

## 質疑
該書一經出版，就有學者質疑量化的指標並不能很好地反映唐詩的全貌及其文學價值，這樣的排行榜比起學術研究更像是商業炒作。另外對於《黃鶴樓》登頂，而「詩聖」杜甫、「詩仙」李白分別屈居第五、第十，網友表示無法理解。甚至有網友指出作者爲武漢大學教授，因此刻意提高了黃鶴樓的位置，但作者表示每個版本的排行榜《黃鶴樓》都獨佔鰲頭，且分數比第二名高出很多。

## 外部連結
- 寻找经典——唐诗百首名篇的定量分析，係唐詩排行榜的更早版本。